# Missing Persons
Missing Persons es un grupo musical estadounidense del género New Wave y pop rock formado en la ciudad de Los Ángeles, California (Estados Unidos) en 1980 y disuelto en 1986. La mayoría de sus integrantes trabajaron junto a Frank Zappa. Su éxito más conocido es "Words", de 1982.
La banda se ha mantenido hasta la actualidad con breves reuniones de algunos de sus miembros originales.

## Historia

### Origen
La banda fue fundada por el guitarrista Warren Cuccurullo (Nueva York, n. 1956), y la pareja de entonces esposos Dale Bozzio (vocalista, nacida Dale Frances Consalvi, Medford (Massachusetts), n. 1955) y Terry Bozzio (baterista, San Francisco (California), n. 1950). Para conformar el resto de la agrupación, incorporaron al bajista Patrick O'Hearn (Los Ángeles,n. 1954) y al teclista Chuck Wild (Kansas City (Misuri),n. 1955). El peso de las composiciones recayó esencialmente en el dúo T. Bozzio/ W. Cucurullo.
Dale y Terry Bozzio se conocieron y se casaron en 1979 cuando ambos trabajaban con Frank Zappa. Cuccurullo encontró a la pareja al tiempo que contribuía con el álbum de Zappa "Joe's Garage". O'Hearn fue también un exmiembro de la banda de gira de Zappa. Wild es un teclista de formación clásica que llegó a audicionar para el proyecto que propusieron para Missing Persons.
Dale, de voz chillona y peculiar utilizaba mucho maquillaje, vestuario extravagante y cabello colorido. Esto hizo de la banda uno de los favoritos para la cadena MTV en la década de 1980. Su ropa ligera desempeñó un papel fundamental en el movimiento de la cultura de los vídeos musicales con un exhibicionismo sexual explícito.
La agrupación, sin embargo, tuvo relativamente una vida corta (1980-1986) y su éxito no fue realmente significativo en las listas musicales, luego de solo tres álbumes de estudio.

### El éxito
En 1980 la banda grabó su primer disco, un EP de 4 canciones auto titulado "Missing Persons" ("Personas Desaparecidas"), en el nuevo estudio de Zappa, llamado Utility Muffin Research Kitchen Studios; la grabación fue financiada por el padre de Cuccurullo, en una época en que los ingresos eran limitados. 
El grupo estuvo de gira para promover el EP en 1980 y apareció en la película “Lunch Wagon”, lo que les permitió presentar su trabajo musical en vivo en Los Ángeles. "Mental Hopscotch”, su primer sencillo fue un disco # 1 en la estación de radio local KROQ, y la autopromoción del EP vendió 7000 ejemplares.
Dos años de duro trabajo condujeron a una firma con Capitol Records en 1982. Con el apoyo de la etiqueta, el EP fue re- editado y vendió otras 250.000 unidades,. Con ello vino su primer álbum “Spring Session M” (M es un anagrama de "Missing Persons"), fue disco de oro y con él su obra máxima (N.º 17 en ventas de Billboard).
Los sencillos "Mental Hopscotch", "Destination Unknown" y "Words" (ambos apenas N.º 42 en Billboard, su mayor suceso en el país),"Walking in LA", y finalmente "Windows" se reunieron con diversos grados de éxito, especialmente en los mercados locales de Los Ángeles, Nueva York y San Francisco. Los efectos visuales con filtros en la cámara utilizados en el video musical de "Words" (su tema más conocido) , eran inusuales para la época, por lo que fue popular en el incipiente canal de televisión por cable MTV.
En 1983 (30/05/83) Missing Persons apareció en uno de los tres días de conciertos del sur de California conocido como el “U.S. Festival”, junto con Berlin , David Bowie, The Pretenders, U2, Quarterflash, Stevie Nicks y varios otros artistas.
Aunque el grupo llamó la atención con una nueva pieza en MTV, "Surrender Your Heart" (con su desordenado y colorido video musical diseñado por el artista plástico Peter Max) y con la difusión de ese tema en la radio rock local de FM, el álbum experimental que lo contenía, llamado “Rhyme & Reason” (1984) no fue un gran éxito (N.º 43 en Billboard). Capitol no estaba contento con la dirección que estaba tomando la banda, hacia un estilo synth pop. Otros sencillos del disco fueron "Give" y "Right Now", que no tuvieron mayor expectativa. 
Missing Persons regresó a un estilo más convencional de pop rock con “Colour In Your Life” en junio de 1986, pero durante la breve gira de promoción, el aumento de las tensiones entre Terry y Dale Bozzio llevó al final de la gira, incluido el término del matrimonio de la pareja y al fin de la banda en general. Asimismo, el disco fue otro fracaso comercial (N.º 88 en Billboard) y ningún sencillo entró en listas.
Circunstancialmente, coincidió con el marcado declive en la popularidad del estilo new wave, que afectó significativamente a todas las bandas y artistas ligados al género para esa época.

### Carreras en solitario
Después de la desintegración de MP, Cuccurullo tuvo su mayor éxito como guitarrista de Duran Duran durante quince años. Reemplazó al guitarrista original, Andy Taylor en agosto de 1986, actuó en los álbumes " Notorious" (1986) y "Big Thing" (1988), y fue el único guitarrista en las giras mundiales que siguieron. 
Se convirtió en un miembro oficial de la banda británica en junio de 1989, y apareció en los siguientes cuatro álbumes de estudio, además de ser el coautor de éxitos como "Ordinary World" y "Come Undone". Salió de una forma unilateral de Duran Duran en 2001, debido a una reunión de los cinco miembros originales del grupo. Warren también grabó varios discos como solista antes de salir de Duran Duran y continúa haciéndolo.
Dale Bozzio obtuvo éxito como artista en solitario bajo el nombre de Dale con un Top 40 en el Billboard Dance Chart, "Simon Simon", producido por Robert Brookins. Su álbum "Riot In English" fue lanzado en 1988 en la etiqueta Prince's Paisley Park, y su segundo disco "New Wave Sessions" fue lanzado en 2007, materiales que no han sido muy conocidos.
Terry Bozzio ha desarrollado una variada y respetada carrera en solitario. A partir de 1987 trabajó junto a Mick Jagger y Jeff Beck. Terry además ha participado con varios grupos y artistas de primer nivel como un músico de sesión y como baterista de gira. Grabó discos y videos de instrucción en muchos estilos y es muy buscado después de las sesiones como baterista de gira, así como para tocar constantemente en los festivales de música europea y mundial con clínicas de batería. Más recientemente, Bozzio tocó y grabó con la banda nu metal de California Korn, en la preparación de su octavo álbum de estudio, en lugar del baterista regular David Silveria.
Patrick O'Hearn es un muy respetado compositor y como intérprete de música instrumental de ambiente en sus propios discos y para la televisión y el cine.
Chuck Wild compone música New Age y meditación bajo el nombre de "Liquid Mind". También ha lanzado un proyecto sólo con 4 canciones digitales titulado "One True Thing" con el cantante y compositor Michael Whitfield. Wild es el miembro que se ha mantenido más distante de sus antiguos compañeros de banda y el que menos se ha mostrado interesado en reunirla.

### Reediciones
“Spring Session M” fue lanzado en formato de CD en 1995, seguido por "Rhyme & Reason" y “Colour In Your Life” en el 2000. Cada uno de los tres CD de estudio fueron recientemente aumentadas por seis B-Sides raros y pistas en vivo. "Classic Masters" es una compilación de temas remasterizados y de dance mix expedido por Capitol Records, sin la participación de la banda.
A partir de 1997, Cuccurullo comenzó a trabajar en su proyecto "Missing Persons Archival Trilogy”. El primer CD que se publicó fue "Late Nights Early Days" en 1998, un concierto en directo grabado en 1981 con el añadido tema de estudio de 1980 "Action/Reaction". 
Esto fue seguido por una compilación de remixes de clásicos modernos de pistas de MP, "Missing Persons Remixed Hits" (1999) que incluía el remix de la banda electrónica "TV Mania " (de Nick Rhodes y Cucurulo) del tema "Destination Unknown". En el año 2002 "Lost Tracks" fue puesto a la venta, una colección de Missing Persons extremadamente raro en vivo con pistas de cinco diferentes épocas de la banda.

### Reuniones
Una propuesta de 1994 para reunión de la agrupación nunca llegó a materializarse.
Desde 1986, Warren Cuccurullo, Terry Bozzio, y Patrick O'Hearn han seguido apoyándose entre sí en cada uno de sus otros proyectos en solitario. Desde finales de 1980 y a través de la década de 1990, Cuccurullo y Bozzio llevaron a cabo algunos de los álbumes de O'Hearn. Recientemente, Patrick O'Hearn creó un grupo de jazz fusión llamado OUTtrio. Él junto con Terry Bozzio, se presentaron en el CD de Warren Cuccurullo "Playing in Tongues" que fue lanzado en marzo de 2009.
A finales de 2000, Cuccurullo y Dale Bozzio comenzaron de nuevo discutiendo una reunión de Missing Persons. En mayo de 2001, después de la salida de Warren con Duran Duran, los "nuevos Missing Persons" aparecieron compuestos por los miembros originales Warren, Dale y Terry. Junto a ellos estuvieron el teclista de Dale, Ron Poster (pianista de jazz y organista en el estadio de hockey de los Boston Bruins) y el bajista de Warren, Wes Wehmiller (también exbajista de gira de Duran Duran entre 1997-2001). De corta duración, consistió en una reunión oficial de actividades de promoción y tres actuaciones en directo en julio de 2001.
Finales de 2002 y principios de 2003 nos trajo a "Missing Persons Featuring Dale Bozzio y Warren Cuccurullo". Complementarios fueron el teclista Ron Poster, el bajista Wes Wehmiller y el baterista Joe Travers (anteriormente en la banda solista de Cuccurullo y como baterista de gira de Duran Duran entre 1999-2001). Esta versión de las “Personas Desaparecidas” figuraron en el programa televisivo "Access Hollywood" (interpretando "Destination Unknown") y realizó tres presentaciones en vivo en febrero de 2003, con la disolución poco tiempo después.
Después de esto, Dale Bozzio regresó con dos giras bajo el nombre de "Missing Persons", como una especie de "banda conceptual", con músicos contratados. 
El 18 de julio de 2011, Cuccurullo reincorporó a Bozzio como parte de otra breve gira de reunión de Missing Persons en el sur de California. La reunión incluyó una serie de presentaciones adicionales en Estados Unidos a lo largo del año y del 2012, sin mayor suceso comercial. Mientras tanto, Terry Bozzio declinó integrarse al proyecto aduciendo: "las bandas de rock son como las familias disfuncionales a lo sumo, y a veces, el espectáculo no puede seguir adelante con todos los de a bordo".
Toda la banda se ha conformado con nuevos músicos, incluyendo a Prescott Niles de The Knack como bajista, además de los prácticamente desconocidos Ron Poster, Doug Lunn y Jake Hayden.

## Discografía

### Álbumes & EP
| Año  | Título             | US | AU | CA | Certificaciones |
| ---- | ------------------ | -- | -- | -- | --------------- |
| 1982 | Missing Persons EP | 46 | -  | -  |                 |
| 1982 | Spring Session M   | 17 | 40 | 38 | RIAA Gold       |
| 1984 | Rhyme & Reason     | 43 | -  | 89 |                 |
| 1986 | Color in Your Life | 86 | -  | -  |                 |
| 2014 | Missing in Action  | -  | -  | -  | -               |

### Conciertos & recopilaciones
| Año  | Título                      | Álbum       |
| ---- | --------------------------- | ----------- |
| 1987 | The Best of Missing Persons | Compilación |
| 1988 | Walking in L.A.             | Compilation |
| 1998 | Late Nights Early Days      | Live        |
| 1999 | Remixed Hits                | Compilation |
| 2002 | Lost Tracks                 | Compilation |
| 2008 | Live from the Danger Zone!  | Live        |

### Sencillos
| Año  | Título                                   | US 100 | US Main | US Club | US C-Box | AUS Kent | AUS Book | Álbum              |
| ---- | ---------------------------------------- | ------ | ------- | ------- | -------- | -------- | -------- | ------------------ |
| 1982 | "Mental Hopscotch"                       | -      | -       | -       | -        | -        | -        | Missing Persons EP |
| 1982 | "Words"                                  | 42     | 60      | -       | 37       | 10       | 9        | Spring Session M   |
| 1982 | "Destination Unknown"                    | 42     | 24      | -       | 40       | 89       | -        | Spring Session M   |
| 1983 | "Windows"                                | 63     | 22      | -       | -        | -        | -        | Spring Session M   |
| 1983 | "Walking in L.A."                        | 70     | 12      | -       | -        | -        | -        | Spring Session M   |
| 1984 | "Give"                                   | 67     | 29      | 46      | 78       | -        | -        | Rhyme & Reason     |
| 1984 | "Right Now"                              | -      | -       | -       | -        | -        | -        | Rhyme & Reason     |
| 1984 | "Surrender Your Heart"                   | -      | -       | -       | -        | -        | -        | Rhyme & Reason     |
| 1986 | "I Can't Think About Dancin"             | -      | -       | 34      | -        | -        | -        | Color in Your Life |
| 1986 | "Color in Your Life/Go Against the Flow" | -      | -       | -       | -        | -        | -        | Color in Your Life |